# متخصص النوم السريري
تم إنشاء شهادة متخصص النوم السريري (CSE) من قِبل مجلس تقنيي علم المقاييس المسجلة، اختصارا (BRPT) في عام 2012. دور متخصص النوم السريري، كما هو موضح في موقع المجلس، هو التواصل «مع المرضى والأسر والمجتمع لتثقيف الأفراد الذين يعانون من اضطرابات النوم، والمعلومات الصحية الجيدة للنوم، وطرق تحسين العلاج، وطرق تحسين ومراقبة الامتثال للعلاج الموصوف، وبشكل عام مساعدة المرضى في إزالة الحواجز التي تعترض سبيل الرعاية من أجل تحسين نوعية حياتهم». لا يجب الخلط بين هذا البرنامج وبرنامج آخر ستطلقه  مجلس تقنيي علم المقاييس في عام 2014، الفحص السريري لصحة النوم.
لتكون مؤهلا لتصبح متخصص نوم سريري يقول مجلس تقنيي علم المقاييس «المتخصصون الصحيون ذوي التراخيص مؤهلون ليكونوا من متخصصي النوم بما فيهم الممرضين، المتخصصين في تقنيات النوم، الأطباء النفسيين، العاملين الاجتماعيين، الاطباء المعالجين». تتمثل خطوتان لتصبح متخصص نوم سريري الحصول على تدريب مباشر على تخصص النوم ثم اجتياز اختبار بعد الانتهاء من الفصل. 

## روابط خارجية
- دونا أراند، دكتوراه، «الاستيقاظ على أدوار جديدة لفني النوم»، 9 نوفمبر 2013، في استعراض النوم عبر الإنترنت، على https://web.archive.org/web/20131126033003/http://www.sleepreviewmag.com/ business / 18755-up-up-to-the-sleep-techno-s-new-الأدوار .
- «BRPT تقدم مؤهلات جديدة لطب النوم»، 6 نوفمبر 2013، في استعراض النوم عبر الإنترنت، على https://web.archive.org/web/20131126033758/http://www.sleepreviewmag.com/continuing-education/18743 -rpt-s-offers-a-new-credential-for-sleep-medicine .
- "American Sleep Apnea Association 2.0"، 2 مايو 2013، في مراجعة النوم عبر الإنترنت، على https://web.archive.org/web/20131002053305/http://www.sleepreviewmag.com/all-news/18463-american- توقف التنفس أثناء النوم 2-0 .
- «Sleep960 و CPAPCoach يطلقان جلسات تدريب عبر الإنترنت لمستخدمي CPAP»، 28 يونيو 2013، في استعراض النوم عبر الإنترنت، على https://archive.today/20131213071018/http://www.sleepreviewmag.com/products/18548-sleep960-and الانترنت-التدريب-جلسات--cpapcoach إطلاق مقابل خطة عمل البرنامج القطري المستخدمين
- Ed Grandi ، «التطور أو الثورة: هناك دور لمدرسي النوم السريريين في طب النوم وما بعده»، 6 يونيو 2012، في Advance for Respiratory Care & Sleep Medicine عبر الإنترنت، على الموقع http: // respiratory-care-sleep- medicine.advanceweb.com/Archives/Archives/Archives/Evolution-or-Revolution.aspx .
- «مدرسة النوم تضيف كلية جديدة لتطوير مناهج التعليم السريري لطب النوم»، 14 يناير 2013، في استعراض النوم عبر الإنترنت، على https://web.archive.org/web/20140202160522/http://www.sleepreviewmag.com/continuing -تعليم / 18261-ينام-مدرسة-يضيف-كلية جديدة-لتطوير-النوم-الطب-السريرية-التعليم-الدورات .
- «مؤتمر FOCUS يوفر فرصًا كروس لمهنيي النوم والجهاز التنفسي»، 6 أبريل 2011، في استعراض النوم عبر الإنترنت، على https://web.archive.org/web/20140202161212/http://www.sleepreviewmag.com/all-news / 17690-focus-المؤتمرات-يوفر-كروس-الفرص-مقابل-النوم-والجهاز التنفسي-المهنيين .
- «BRPT تعلن عن اعتماد جديد لطب النوم»، 9 نوفمبر 2013، مقدمًا للرعاية التنفسية وطب النوم عبر الإنترنت، على الموقع http://respiratory-care-sleep-medicine.advanceweb.com/News/Daily-News-Watch/ BRPT ، تعلن، جديدة للاعتمادات للنوم Medicine.aspx .